# Kuhbach (Itter)
Die Kuhbach (seltener auch der Kuhbach) ist ein 11,9 km langer, linker bzw. nördlicher Zufluss der Itter im Landkreis Waldeck-Frankenberg in Nordhessen (Deutschland).

## Verlauf
Die Kuhbach entspringt in den Ostausläufern des sauerländischen Teils vom Rheinischen Schiefergebirge. Ihre Quelle liegt im Südostteil des Naturparks Diemelsee rund 1 km nordwestlich vom Korbacher Stadtteil Lelbach zwischen dem Echternberg (573,1 m ü. NHN) im Norden und dem Hollenberg (502,2 m) im Süden auf rund 475 m.
Anfangs fließt die Kuhbach ostwärts. Wenige Hundert Meter unterhalb ihres Ursprungs nimmt sie das Wasser eines kleinen Bachs auf, der zwischen dem Echternberg im Westen und dem Flachskamp (571,6 m) im Osten entspringt. Fortan fließt der Bach weiter nach Südosten und verlässt den Naturpark. Dabei passiert er das Dorf Lelbach nordöstlich und fließt auf der Waldecker Tafel durch Korbach. Von dort fließt er in Richtung Süden und unterquert die Bundesstraße 252.
Schließlich passiert die Kuhbach das Vöhler Dorf Obernburg, um etwas unterhalb davon auf etwa 330 m in den Eder-Zufluss Itter zu münden.

## Name
Die Annahme, dass die Kuhbach der Namensgeber der Stadt Korbach war, ist möglicherweise falsch. Es trifft wohl eher zu, dass der Name sich auf Curbecci (Wahlstelle am Bach) bezieht.
Auch wenn die Endung "Bach" darauf hindeuten könnte, dass der Name maskulin ist, so ist in Korbach die feminine Form üblich, wie man z. B. auch am Straßennamen "An der Kuhbach" sehen kann.

## Wasserscheide
Das Quellgebiet der Kuhbach liegt auf der Diemel-Eder/Fulda/Weser-Wasserscheide, zumal sie vorerst in südlicher Richtung fließend einen recht langen Weg über die Itter, Eder und Fulda zur Weser macht, während sich die Twiste, die an der östlichen Seite des Flachskamp entspringt, über die Diemel in die Weser entwässert.